# Mamuka Mdinaradse

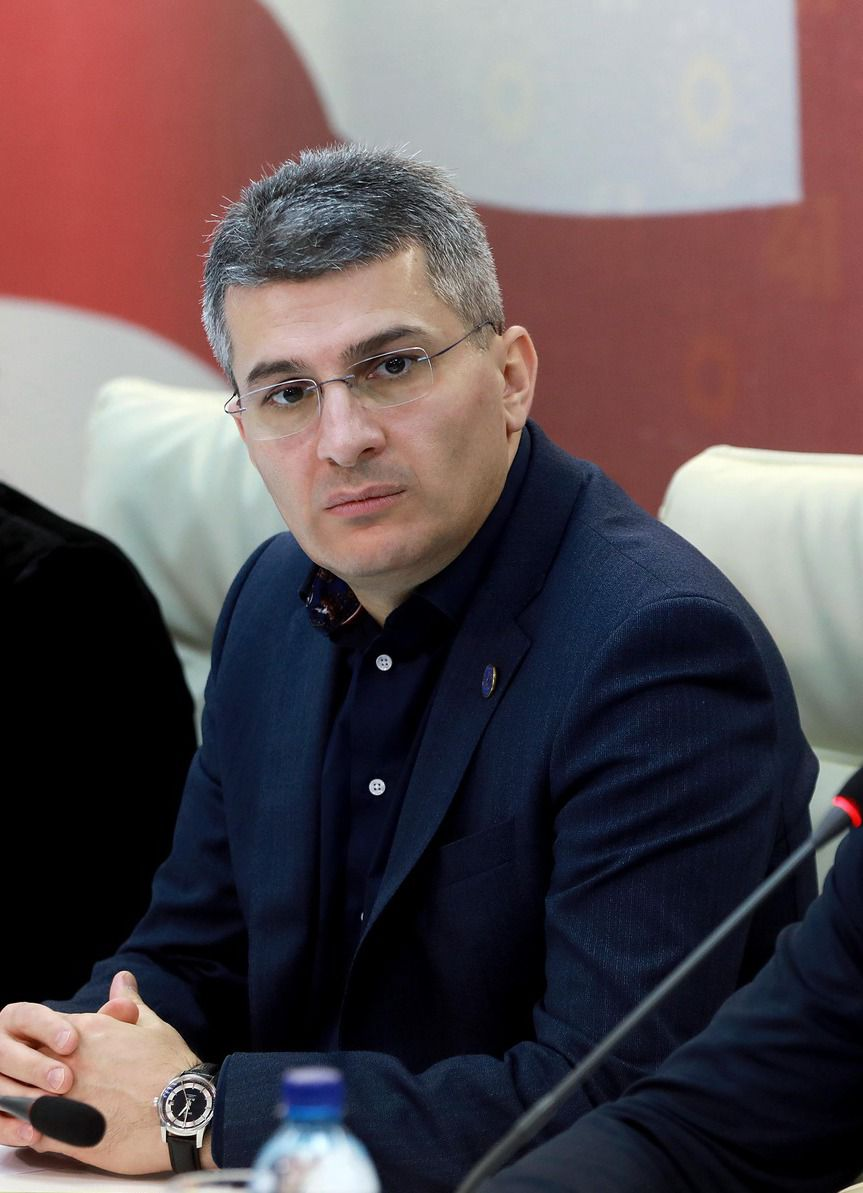
Mamuka Mdinaradse im Juni 2023

Mamuka Mdinaradse (georgisch მამუკა მდინარაძე; * 24. November 1978 in Tiflis) ist ein georgischer Anwalt, Mitglied des georgischen Parlaments und Fraktionschef der parlamentarischen Mehrheit Georgischer Traum.

## Biografie
Mamouka Mdinaradse wurde am 24. November 1978 in Tiflis, der damaligen Hauptstadt der Georgischen Sozialistischen Sowjetrepublik geboren.
Im Jahr 2000 schloss er sein Studium an der Juristischen Fakultät der Staatlichen Universität Tiflis ab. Im Jahr 2005 wurde er Mitglied der georgischen Anwaltskammer und Strafverteidiger mit Spezialisierung auf Strafrecht. Er arbeitete in mehreren Anwaltskanzleien, bevor er 2015 eine eigene gründete. Im Laufe dieses Jahres erwarb er den akademischen Grad des Doktors der Rechtswissenschaften.
2016 trat Mdinaradse in die Politik ein, indem er sich der Regierungspartei Georgischer Traum anschloss. Bei den Parlamentswahlen 2016 war er der Kandidat der Regierungsmehrheit im Wahlkreis Didi Digomi und konnte mit 51,7 Prozent der Stimmen den Sieg erringen. Seitdem ist Mdinaradse Mitglied des georgischen Parlaments. Im Jahr 2020 wurde er erneut ins Parlament gewählt, als Teil der Koalition Georgischer Traum – Demokratisches Georgien. Von 2019 bis 2020 war er und seit 2024 ist er erneut Mehrheitsführer.
Im März 2024 legte er dem Parlament einen Gesetzentwurf zur Bekämpfung von „LGBT-Propaganda“ vor, das stark kritisiert und als homophob eingestuft wurde.
Am 15. April 2024 wurde er während einer Parlamentssitzung, in der das von der Opposition als russlandfreundlich kritisierte „Auslandsagentengesetz“ diskutiert wurde, von Aleko Elissaschwili, dem Vorsitzenden einer Oppositionsfraktion, ins Gesicht geschlagen, bevor die Situation im Parlament in eine Schlägerei ausartete. Später beschuldigte er Elisaschwili, „eine geplante, angeblich bezahlte Provokation“ durchgeführt zu haben.